# Elim, Wes-Kaap
Elim, Wes-Kaap este un oraș din Africa de Sud.